# انتقال ماك إلى معالجات إنتل
انتقال ماك إلى معالجات إنتل (بالإنجليزية: Mac transition to Intel processors)‏ كانت عملية تحويل وحدة معالجة مركزية لسلسلة أجهزة كمبيوتر ماك وإكس سيرف [الإنجليزية] من أبل من معالجات باور بي سي إلى معالجات إكس86-64 من إنتل. تم الإعلان عن التغيير في مؤتمر أبل العالمي للمطورين لعام 2005 من قبل الرئيس التنفيذي لشركة أبل آنذاك ستيف جوبز، الذي قال إن أبل ستتوقف تدريجيًا عن استخدام معالجات باور بي سي التي توفرها فريسكالي [الإنجليزية] (موتورولا سابقًا) وآي بي إم.
كان هذا التحول هو المرة الثانية التي تقوم فيها شركة أبل بتبديل بنية مجموعة تعليمات المعالج لأجهزة الكمبيوتر الشخصية الخاصة بها. كانت المرة الأولى في عام 1994، عندما تخلصت شركة أبل من بنية سلسلة موتورولا 68000 الأصلية لجهاز ماك لصالح منصة باور بي سي الجديدة آنذاك.
في بيان صحفي أولي أصدرته شركة أبل، تم تحديد أن الانتقال سيبدأ بحلول يونيو 2006، ومن المقرر الانتهاء منه في أوائل عام 2008 – وقد سار الانتقال بشكل أسرع مما كان متوقعًا. تم إصدار الجيل الأول من أجهزة ماك التي تعمل بمعالجات إنتل في يناير 2006 بنظام التشغيل ماك أو إس إكس 10.4.4 تيجر. في أغسطس، أعلن جوبز عن آخر الطرز التي سيتم الانتقال إليها، حيث أصبح جهاز ماك برو متاحًا على الفور ومعالج إنتل إكس سيرف متاحًا بحلول أكتوبر، على الرغم من أن شحنات خط الكمبيوتر الأخير لم تبدأ حتى ديسمبر.
كان الإصدار الأخير من نظام التشغيل ماك أو إس الذي يعمل على معالجات باور بي سي هو ليوبارد، والذي تم إصداره في أكتوبر 2007، مع استمرار دعم الترجمة الثنائية لباور بي سي (باستخدام روزيتا) حتى الإصدار التالي، سنو ليوبارد. تم إسقاط الدعم لاحقًا في ليون.
في عام 2020، أعلنت شركة أبل أنها ستحول خط إنتاج أجهزة ماك إلى أبل سيليكون [الإنجليزية]، وهي معالجات تعتمد على معمارية آرم تم تطويرها داخليًا.

## الخلفية

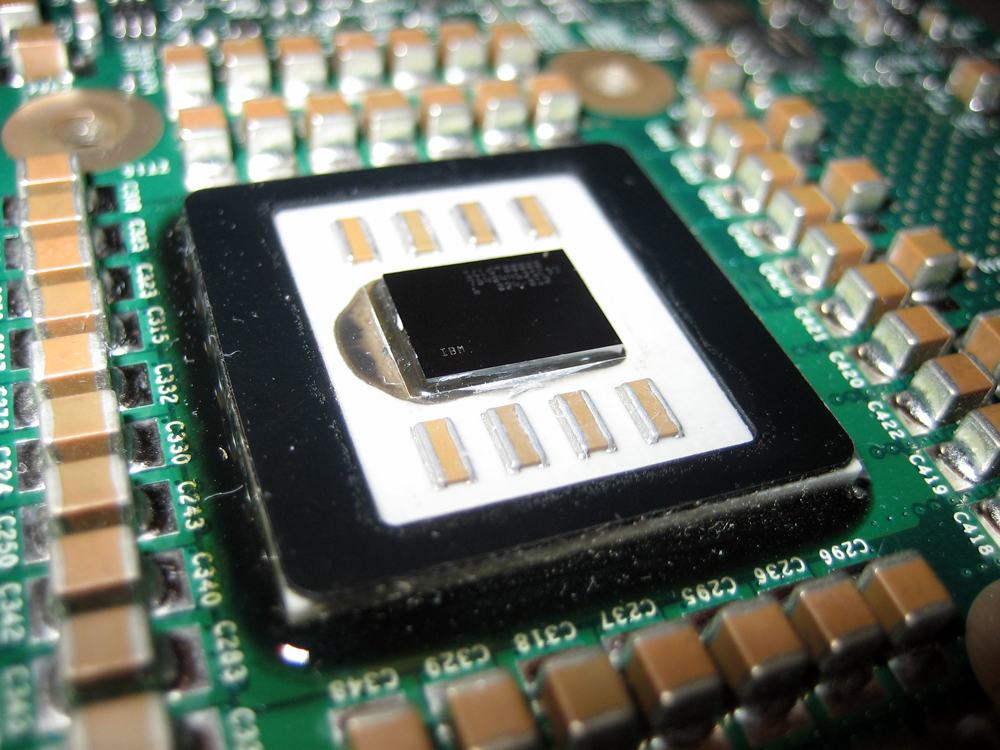
معالج باور بي سي 970إف إكس، والذي تم استخدامه في عدد من أجهزة كمبيوتر أبل المزودة بمعالجات باور بي سي جي5

كانت شركة أبل تستخدم معالجات باور بي سي في منتجاتها لمدة 11 عامًا عندما تم الإعلان عن التحول إلى معالجات إنتل.
في الخطاب الرئيسي لمؤتمر المطورين العالمي لعام 2003، كشف جوبز عن جهاز باور ماك بمعالج من خط إنتاج باور بي سي جي5 التابع لشركة آي بي إم، وهو أول جهاز كمبيوتر شخصي يتميز بمعالج 64 بت.
وعد بإصدار جهاز باور ماك جي5 بسرعة 3 جيجاهرتز في غضون 12 شهرًا، لكنه لم يصدر مثل هذا المنتج أبدًا. في خطابه الرئيسي في مؤتمر مؤتمر أبل العالمي للمطورين لعام 2004، تناول جوبز الوعد المكسور، قائلاً إن شركة آي بي إم واجهت صعوبة في الانتقال إلى عملية تصنيع أقل من عملية 90 نانومتر [الإنجليزية]. كما قال مسؤولو أبل في عام 2003 إنهم يخططون لإصدار باور بوك بمعالج جي5، لكن مثل هذا المنتج لم يتحقق أبدًا. قال تيم كوك، نائب الرئيس التنفيذي للمبيعات والعمليات العالمية في أبل آنذاك، خلال مكالمة أرباح أن وضع جي5 في باور بوك كان «أم جميع التحديات الحرارية».
بالإضافة إلى ذلك، كانت هناك تقارير تفيد بأن مسؤولي آي بي إم لديهم مخاوف بشأن ربحية الأعمال ذات الحجم المنخفض، مما تسبب في توترات مع شركة أبل ورغباتها في الحصول على مجموعة واسعة من معالجات باور بي سي.

## التاريخ

### الثمانينات
بدأت جهود شركة أبل للانتقال إلى أجهزة إنتل في عام 1985. وتم طرح اقتراح بعد رحيل جوبز، لكن الإدارة رفضته بسرعة.

### التسعينات
كانت أول محاولة معروفة من قبل شركة أبل للانتقال إلى منصة إنتل هي مشروع ستار تريك [الإنجليزية]، وهو الاسم الرمزي الذي أُطلق على مشروع سري لتشغيل منفذ لنظام التشغيل ماك أو إس 7 الكلاسيكي وتطبيقاته على جهاز كمبيوتر شخصي متوافق مع إنتل. بدأت الجهود في 14 فبراير 1992، بمباركة الرئيس التنفيذي لشركة إنتل آنذاك أندرو غروف.
حدد قادة أبل موعدًا نهائيًا في 31 أكتوبر لإنشاء نموذج أولي عملي. التزم الفريق بهذا الموعد النهائي، وكان لديهم عرض توضيحي وظيفي جاهز بحلول ديسمبر. كان رحيل جون سكالي أثناء مشروع ستار تريك عاملاً في إنهاء المشروع. كرس مايكل شبيندلر، الذي تولى منصب الرئيس التنفيذي لشركة أبل، معظم موارد أبل للانتقال إلى باور بي سي بدلاً من ذلك، وبالتالي بدأ أول انتقال للمعالج لشركة أبل.
بعد استحواذ أبل على نكست في عام 1997، بدأت أبل في إعادة صياغة نظام التشغيل نيكست ستيب الخاص بها ليكون خليفة لنظام ماك أو إس الكلاسيكي، المسمى راسبيدي. عرض جوبز (الذي عاد إلى شركة أبل بعد الشراء) نسخة متوافقة مع معالجات إنتل من نظام التشغيل راسبيدي على مؤسس شركة ديل مايكل ديل. وعرض جوبز ترخيص نظام التشغيل الجديد لشركة ديل لأجهزة الكمبيوتر الشخصية، حتى يتمكن المستخدمون من الاختيار بينه وبين نظام التشغيل ويندوز. ومع ذلك، رفضت ديل عندما أصر جوبز على ترخيص الشركة لنظام التشغيل لكل جهاز كمبيوتر تشحنه، بغض النظر عما إذا كان المستخدم يريد استخدام نظام التشغيل ماك أو إس أم لا.

### أوائل 2000

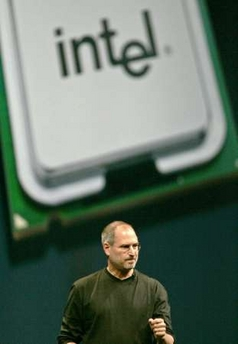
أعلن ستيف جوبز الرئيس التنفيذي آنذاك عن انتقال شركة إنتل في مؤتمر أبل العالمي للمطورين 2005.

في السنوات التي تلت نهاية مشروع ستار تريك، كانت هناك تقارير عن عمل شركة أبل على نقل نظام التشغيل الخاص بها إلى معالجات إنتل إكس86، حيث تمكن أحد المهندسين من تشغيل نظام تشغيل أبل على عدد من أجهزة الكمبيوتر التي تعمل بمعالجات إنتل.
في عام 2001، ورد أن جوبز ورئيس شركة سوني آنذاك كونيتاكي أندو عقدا اجتماعًا لمناقشة إمكانية تشغيل نظام التشغيل الخاص بشركة أبل على أجهزة الكمبيوتر فايو. حتى أن جوبز قدم جهاز فايو يعمل بنظام التشغيل ماك أو إس. ولكن هذه المفاوضات لم تسفر في النهاية عن شيء.
في عام 2002، أفادت التقارير أن شركة أبل لديها أكثر من اثني عشر مهندس برمجيات مكلفين بمشروع يحمل الاسم الرمزي «ماركلار»، بمهمة العمل بشكل مطرد على صيانة الإصدارات المتوافقة مع إكس86 من نظام التشغيل ماك أو إس إكس.
في عام 2003، لاحظت شركة آي بي إم في مقال نُشر على شبكتها الداخلية أن شركة أبل شعرت أن التحول إلى إنتل من شأنه أن يفرض تغييرات برمجية هائلة أرادت تجنبها. ومع ذلك، ظهرت شائعات حول الإعلان الوشيك عن التحول إلى إنتل في عامي 2000 و2003.

### 2005
ظهرت تقارير إخبارية عن إعلان وشيك من جانب شركة أبل عن التحول إلى معالجات إنتل في أوائل يونيو 2005، بالقرب من مؤتمر مؤتمر أبل العالمي للمطورين في ذلك العام. تم الإعلان عن ذلك خلال الخطاب الرئيسي لمؤتمر WWDC في ذلك العام.
في الوقت الذي أعلنت فيه شركة أبل عن التحول، أرجع جوبز التحول إلى خارطة طريق المنتج المتفوقة التي قدمتها إنتل، بالإضافة إلى عدم القدرة على بناء المنتجات التي تصورتها أبل بناءً على خارطة طريق منتج باور بي سي. وفي الوقت نفسه، كانت النزاعات المتعلقة بالتسعير مع آي بي إم، بالإضافة إلى رغبة أبل في منح جهاز الكمبيوتر الخاص بها القدرة على تشغيل مايكروسوفت ويندوز، عوامل أدت إلى التحول أيضًا.

## رد الفعل على التغيير
في ذلك الوقت، وصف مدير الأبحاث في شركة أوفوم المحدودة هذه الخطوة بأنها «محفوفة بالمخاطر» و«حمقاء»، مشيرًا إلى أن ابتكارات إنتل في تصميم المعالجات طغت عليها كل من إي إم دي وآي بي إم. وقال محلل آخر إن هذه الخطوة تخاطر بتخفيف قيمة اقتراح أبل، حيث سيكون لديها الآن سيطرة أقل على خريطة طريق منتجاتها، بالإضافة إلى خطر تنفير مستخدميها المخلصين.

### إي إم دي
أعرب بعض المراقبين عن دهشتهم من قيام شركة أبل بإبرام صفقة مع شركة إنتل بدلاً من شركة إي إم دي. وبحلول عام 2005، أصبحت شركة إيه إم دي مشهورة بين اللاعبين والمهتمين بالميزانية، لكن بعض المحللين يعتقدون أن افتقار إيه إم دي إلى التصميمات منخفضة الطاقة في ذلك الوقت كان وراء قرار أبل بالذهاب مع إنتل.
في عام 2011، قامت شركة أبل بالتحقيق في استخدام وحدة المعالجة المسرعة لانو إيه بي يو لجهاز ماك بوك آير، ولكنها اختارت في النهاية إنتل بسبب عدم قدرة إي إم دي المحتملة على توفير ما يكفي من معالجات لانو لتلبية الطلب.

### انحدار 32 بت
كانت شركة أبل قد ابتكرت أول كمبيوتر مكتبي للمستهلكين بمعمارية 64 بت في العالم باستخدام مجموعة منتجاتها القائمة على معالجات جي5؛ ومع ذلك، فإن أجهزة ماك الأولى القائمة على معالجات إنتل لم تتضمن سوى معالجات إنتل ثنائي النواة، والتي كانت بمعمارية 32 بت. ثم جددت أبل خط إنتاج أجهزة الكمبيوتر بعد ستة أشهر، مضيفة معالجات إنتل ثنائي النواة الجديدة بمعمارية 64 بت.

### مخاوف بشأن أداء روزيتا
عندما تم الإعلان عن روزيتا، لوحظ أن برنامج الترجمة مصمم لترجمة التطبيقات التي تعمل على «أجهزة الكمبيوتر المزودة بمعالج من طراز باور بي سي جي3 والمخصصة لنظام التشغيل ماك أو إس إكس.» ولوحظ في ذلك الوقت أن البرامج المترجمة تعمل بمستوى يتراوح بين 50% و80% من البرامج الأصلية. تسبب الإعلان في إثارة مخاوف بشأن الأداء.

### إنتل
في وقت الإعلان عن التحول، لوحظ وجود درجة من العداء تجاه إنتل بين بعض محبي منتجات أبل، بسبب ارتباط إنتل الوثيق بمايكروسوفت. بالإضافة إلى ذلك، لاحظ الرئيس التنفيذي لشركة إنتل آنذاك، بول أوتيليني، أن علاقة أبل وإنتل كانت متوترة في بعض الأحيان، وخاصة بسبب عمولة أبل لإعلان يظهر تفوق معالجات إنتل على معالجات باور بي سي.
بينما كانت هناك تساؤلات حول ما إذا كانت شركة أبل ستضع ملصقات «إنتل إنسايد» على منتجاتها، نفى جوبز مثل هذا الاحتمال، قائلاً إنه أمر مكرر عندما يكون استخدام أبل لمعالجات إنتل معروفًا. لم يتم تضمين ملصقات «إنتل إنسايد» على أي منتج من منتجات أبل.

### تأثير أوزبورن
كان هناك قلق من أن الإعلان المبكر عن التغيير من شأنه أن يسبب تأثير أوزبورن، ولكن هذا يعني فقط تأخير عمليات شراء أجهزة كمبيوتر ماك من قبل العملاء من تجار التجزئة والمؤسسات، وليس الإلغاءات الدائمة، وأن شركة أبل لديها ما يكفي من النقود في متناول اليد لمواجهة انخفاض محتمل في مبيعات الكمبيوتر.
تشير تحليلات البيانات المالية إلى أن تأثير أوزبورن لم يتحقق، حيث نمت مبيعات أجهزة ماك بنسبة 19% و37% في الربعين التاليين لشهر مارس 2006.

### التوافق مع المنتج
لم يتم نقل البيئة الكلاسيكية، مقياس المحاكاة الافتراضية لنظام التشغيل ماك أو إس 9 لنظام التشغيل ماك أو إس إكس، إلى بنية إكس86، مما جعل أجهزة ماك الجديدة التي تعمل بمعالجات إنتل غير متوافقة مع تطبيقات نظام التشغيل ماك أو إس الكلاسيكي دون محاكي باور بي سي مناسب من جهة خارجية.
كانت هناك أيضًا مخاوف بشأن دعم برامج الطرف الثالث، حيث كانت ردود الفعل على التغيير مختلطة بين مجتمع مطوري البرامج، بسبب الحاجة إلى إعادة تجميع البرامج للتوافق مع أجهزة ماك المستندة إلى إنتل. في أوائل عام 2006، ورد أن عددًا من شركات البرامج، مثل أدوبي وأسباير ومايكروسوفت، لم تكن مستعدة لإصدار إصدارات ثنائية عالمية من عروض البرامج الخاصة بها.

### المشاكل الفنية
في السنوات التي سبقت إعلان شركة أبل عن التحول، لوحظ وجود نقاش حول الاختلاف في الترتيب النهائي بين معالجات إنتل وغير إنتل، بالإضافة إلى مزايا كل بنية وحدة معالجة مركزية. يعني الاختلاف في الترتيب النهائي أن بعض البرامج لا يمكن إعادة تجميعها ببساطة؛ بل تتطلب تغييرات لجعلها تعمل على معالجات من أي من الترتيبين النهائيين.[هل المصدر موثوق به؟]

## عملية الانتقال

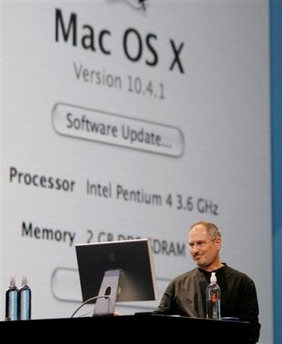
يكشف ستيف جوبز عن نظام التشغيل ماك أو إس إكس الذي يعمل بمعالج Pentium 4.

### 2005
خلال مؤتمر أبل العالمي للمطورين 2005، قدمت الشركة مجموعة انتقال للمطورين تتكون من نموذج أولي لجهاز كمبيوتر ماك يعتمد على معالج إنتل، بالإضافة إلى إصدارات أولية من نظامي التشغيل ماك أو إس إكس تيجر وإكس كود، مما سمح للمطورين بإعداد إصدارات مستقبلية من برامجهم لتشغيلها على كل من أجهزة الكمبيوتر التي تعتمد على معالج باور بي سي وأجهزة ماك التي تعتمد على معالج إنتل.
للسماح للتطبيقات المصممة لأجهزة ماك المستندة إلى باور بي سي بالعمل على أجهزة ماك المستندة إلى إنتل دون إعادة التجميع، تم إنشاء برنامج ترجمة ثنائية ديناميكي يسمى روزيتا.

### 2006
في 10 يناير، كشفت شركة أبل عن جهاز آي ماك يعمل بمعالج إنتل، بالإضافة إلى كمبيوتر محمول ماك بوك برو مقاس 15 بوصة، والذي حل محل باور بوك ذي الحجم المماثل.
في 28 فبراير، تم الكشف عن جهاز ماك ميني مزود بمعالج إنتل ثنائي النواة.
في 5 أبريل، تم إصدار برنامج التمهيد المزدوج بوت كامب كإصدار تجريبي، والذي سمح لمالكي أجهزة ماك التي تعمل بمعالج إنتل بتشغيل ماك أو إس إكس ومايكروسوفت ويندوز.
في 24 أبريل، تم الإعلان عن استبدال ماك بوك برو لجهاز باور بوك مقاس 17 بوصة.
في 16 مايو، تم الإعلان عن بديل لجهاز آي بوك، يسمى ماك بوك، وبالتالي استكمال انتقال خط أجهزة الكمبيوتر المحمولة من أبل إلى معالجات إنتل.
في 5 يوليو، تم الإعلان عن بديل لجهاز إي ماك [الإنجليزية]، وهو تكوين خاص لجهاز آي ماك مقاس 17 بوصة للاستخدام في التعليم.
في 7 أغسطس، كشفت شركة أبل عن بديل لجهاز باور ماك، ماك برو، وإصدار قائم على إنتل من إكس سيرف. وقد روّجت شركة أبل للكشف عن ماك برو باعتباره استكمالًا لانتقالها إلى إنتل، وقالت إن العملية بأكملها استغرقت 210 يومًا.

### الدعم المستمر لباور بي سي بعد الانتقال
كان نظام التشغيل ماك أو إس إكس سنو ليوبارد (10.6)، الذي تم إصداره في أغسطس 2009، أول إصدار من نظام التشغيل ماك أو إس إكس (لاحقًا ماك أو إس) يتطلب جهاز ماك مزودًا بمعالج إنتل، مما أنهى دعم نظام التشغيل لأجهزة ماك التي تعمل بنظام باور بي سي بعد ثلاث سنوات من اكتمال التحول. تمت إزالة دعم روزيتا من نظام التشغيل ماك أو إس إكس مع إصدار ليون 10.7، والذي تم إصداره في يوليو 2011، بعد خمس سنوات من اكتمال التحول. كان آخر تطبيق من أبل لدعم معالجات باور بي سي هو آي تيونز 10.6.3، والذي تم إصداره في 11 يونيو 2012.
تتبع شركة أبل سياسة وضع المنتجات التي لم يتم بيعها لأكثر من خمس سنوات، ولكن أقل من سبع سنوات، على أنها «عتيقة»، مما يعني أن خدمات الأجهزة من متاجر أبل ومقدمي الخدمات تخضع لتوافر المخزون، أو حسبما يقتضيه القانون. بعد عدم بيع المنتج لأكثر من سبع سنوات، يُعتبر «عتيقًا»، مما يعني أنه غير مؤهل للحصول على دعم الأجهزة. أصبحت جميع أجهزة ماك التي تعمل بنظام باور بي سي عتيقة بحلول عام 2013.
على الرغم من اعتبار أجهزة باور بي سي قديمة، فإن استخدام الأنظمة لا يزال شائعًا في حب اقتناء واستعمال الحواسيب القديمة؛ توجد مشاريع مجتمعية متعددة تهدف إلى السماح لأجهزة ماك التي تعمل بنظام باور بي سي بتنفيذ المهام الحديثة، مثل متصفحي الويب كلاسيلا وتين فور فوكس.

## الإرث
أشارت مقالة في موقع ماشابل في عام 2016 إلى أن قرار التحول إلى معالجات إنتل أعطى العديد من الأشخاص الذين أرادوا جهاز ماك، لكنهم لم يتمكنوا من الالتزام بالتخلي عن ويندوز، طريقة للحصول على كليهما عبر بوت كامب وعدد من برامج المحاكاة الافتراضية، وأن ماك، كمنصة كمبيوتر، شهد نهضة بعد التحول، مع تطوير المزيد من التطبيقات. كما ذكرت المقالة أنه بعد التحول إلى إنتل، حقق ماك، على الرغم من أنه لا يزال يتفوق على ويندوز وأنظمة الكمبيوتر الأخرى في المبيعات، عودة ملحوظة، وأشارت أيضًا إلى أن مستخدمي ماك يميلون إلى الولاء منظومة أبل البيئية، مما يؤدي إلى شراء منتجات أبل الأخرى مثل آي باد وآيفون وساعة أبل.
في 22 يونيو 2020، أعلنت شركة أبل عن خططها لتحويل أجهزة ماكنتوش إلى معالجات معمارية آرم على مدى عامين، باتباع خارطة طريق مماثلة لعملية انتقال إنتل، بما في ذلك الثنائيات العالمية وبرنامج توافق روزيتا 2. كانت أبل تستخدم معالجات آرم في آيفون منذ عام 2007، وكانت تستخدمها في آي باد، آي بود تاتش، أبل تي في، وأبل ووتش أيضًا، وكانت تصمم معالجات آرم الخاصة بها منذ أبل إيه 6 في عام 2012.

## الخظ الزمني
- 6 يونيو 2005: أعلنت شركة أبل عن خططها للتحول إلى معالجات إنتل في مؤتمر أبل العالمي للمطورين وأصدرت نظام انتقال المطورين، وهو جهاز كمبيوتر يعمل بإصدار إنتل من نظام التشغيل ماك أو إس إكس 10.4.1 في هيكل باور ماك جي5 معدل، لجميع الأعضاء المميزين والمختارين في اتصال مطوري أبل بسعر 999 دولارًا.[1][50]
- 10 يناير 2006: أعلن جوبز عن أول جهازين كمبيوتر في هذه السلسلة، جهاز ماك بوك برو مقاس 15 بوصة، وهو أول كمبيوتر محمول يدعم ساتا، وخط آي ماك ثنائي النواة، وكلاهما يستخدم شريحة إنتل ثنائي النواة وعرض استبدال مجموعات انتقال المطورين بأجهزة آي ماك.
- 28 فبراير 2006: أعلن جوبز أن جهاز ماك ميني يأتي الآن مزودًا بوصلة ساتا وشريحة نواة إنتل، إما في صنف فردي أو ثنائي.
- 5 أبريل 2006: أعلنت شركة أبل عن إصدار بوت كامب، الذي سمح لمستخدمي أجهزة ماك المستندة إلى إنتل بتشغيل ويندوز إكس بي[51] (تسمح الإصدارات الأحدث من بوت كامب بالإصدارات الأحدث من ويندوز).
- 24 أبريل 2006: أعلنت شركة أبل عن جهاز ماك بوك برو مقاس 17 بوصة، ليحل محل جهاز باور بوك مقاس 17 بوصة.
- 27 أبريل 2006: أعلنت شركة إنتل أن المعالجات التي تعمل بالهندسة المعمارية الأساسية سوف يتم إصدارها قبل أشهر من الموعد المتوقع سابقًا.
- 16 مايو 2006: أعلنت شركة أبل عن جهاز ماك بوك مقاس 13 بوصة مع دعم ساتا، ليحل محل كل من سلسلة آي بوك وسلسلة باور بوك مقاس 12 بوصة.
- 26 يونيو 2006: أعلنت شركة إنتل عن وحدة المعالجة المركزية سلسلة زيون 5100 المخصصة للخوادم ومحطات العمل.[52]
- 5 يوليو 2006: أعلنت شركة أبل عن إصدار تعليمي خاص لجهاز iماك، ليحل محل جهاز جي4 إي ماك القديم.
- 7 أغسطس 2006: «اكتمل الانتقال» – أعلنت شركة أبل عن جهازي ماك برو وإكس سيرف المستندين إلى معالجات إنتل، ليحلوا محل باور ماك جي5 وإكس سيرف جي5، في مؤتمر المطورين العالميين؛ يستخدم كلاهما معالجات سلسلة زيون 5100 («وودكرست»).[4][41][42]
- 26 أكتوبر 2007: طرحت شركة أبل نظام التشغيل ماك أو إس إكس 10.5 «ليوبارد»، وهو الإصدار الأخير الذي يدعم باور بي سي. لا يمكن لأجهزة ماك التي تستخدم معالج جي3 تشغيل نظام التشغيل هذا نظرًا لإزالة التوافق مع الإصدارات السابقة، ولا يتم دعم سوى معالجات جي4 وجي5 بسرعة ساعة لا تقل عن 867 ميجا هرتز. وعلى الرغم من أنه يعمل على أجهزة باور بي سي، إلا أنه يتجاهل البيئة الكلاسيكية، مما ينهي دعم أبل للبرامج لنظام التشغيل ماك أو إس الكلاسيكي،
- 28 أغسطس 2009: قامت شركة أبل بشحن نظام التشغيل ماك أو إس إكس 10.6 «سنو ليوبارد» حصريًا لأجهزة ماك التي تعمل بمعالجات إنتل. لا يمكن لأجهزة ماك التي تعمل بمعالجات باور بي سي تشغيل نظام التشغيل هذا نظرًا لإزالة التوافق مع الإصدارات السابقة. هذا هو أيضًا الإصدار الأخير مع روزيتا، مما يسمح بتشغيل برامج باور بي سي على أجهزة ماك التي تعمل بمعالجات إنتل.
- 1 مارس 2011: قامت النسخة التجريبية من نظام التشغيل ماك أو إس إكس ليون الذي كان قادمًا في ذلك الوقت بإزالة برنامج «روزيتا» وفقدت القدرة على تشغيل البرامج المستندة إلى باور بي سي.[53]
- 23 يونيو 2011: انتهى دعم ماك أو إس 10.5 ليوبارد، مما أنهى رسميًا دعم أبل لباور بي سي على ماك أو إس إكس.[54][55]
- 20 يوليو 2011: أدى إصدار ماك أو إس إكس 10.7 ليون إلى إنهاء دعم أبل للبرامج المستندة إلى باور بي سي رسميًا.
- 7 أغسطس 2011: وصلت أجهزة باور بي سي إلى حالة «عتيقة» بعد إيقاف إنتاجها قبل خمس سنوات، مما أدى إلى إنهاء معظم خدمات أبل ودعم أجزائها لأجهزة باور بي سي.
- 11 يونيو 2012: أصدرت شركة أبل إصدار آي تيونز 10.6.3، وهو آخر تطبيق لها يدعم معالجات باور بي سي.[56]
- 7 أغسطس 2013: وصلت أجهزة باور بي سي إلى حالة «عتيقة» بعد إيقاف إنتاجها قبل سبع سنوات، مما أدى إلى إنهاء جميع خدمات أبل ودعم أجزائها لأجهزة باور بي سي.

## الملاحظات
1. ↑  تميزت النماذج الأولية بوحدة معالجة مركزية x86 ذات 32 بت، وتم استبدالها لاحقًا بوحدة معالجة مركزية إكس86-64.

## وصلات خارجية
- أبل Universal Binary Programming Guidelines
- Can Developers Give ماكtel an Enterprise Boost?
- Boot Camp، أبل's solution to running ويندوز operating systems via a dual-boot method